# Герасимово (Никольский район)
Герасимово — деревня в Никольском районе Вологодской области.
Входит в состав Зеленцовского сельского поселения (с 1 января 2006 года по 1 апреля 2013 года входила в Милофановское сельское поселение), с точки зрения административно-территориального деления — в Милофановский сельсовет.
Расстояние до районного центра Никольска по автодороге — 77 км, до центра муниципального образования Зеленцово по прямой — 12 км. Ближайшие населённые пункты — Лисицыно, Красавино, Широкая.
По данным переписи в 2002 году постоянного населения не было.